# مترويد فيوشن
مترويد فيوشن (بالإنجليزية: Metroid Fusion)‏ هي لعبة فيديو أكشن-مغامرات، منشورة من قبل شركة نينتندو لأجهزة جيم بوي أدفانس، تم نشرها في نوفمبر 2002 في أمريكا الشمالية وأوروبا وأستراليا، بينما نشرت في فبراير 2003 في اليابان، وقد تم تطويرها من قبل نينتندو للبحث والتطوير 1.

## وصلات خارجية
- مترويد فيوشن على موقع IMDb (الإنجليزية)
- ميترويد فيوشن على قاعدة بيانات الأفلام على الإنترنت